# Отаман Хміль
«Отаман Хміль» (рос. Атаман Хмель, інші назви — «Хміль», «Історія однієї сім'ї») — український радянський німий фільм 1923 року, поставлений режисером Володимиром Гардіним на Одеській та Ялтинській кінофабриках ВУФКУ за мотивами повісті Льва Нікуліна «Хміль», що розповідає «про перехід буржуазного інтелігента на сторону пролетаріату».
Фільм не зберігся.

## Сюжет
Роки громадянської війни. До одного з південних міст наближаються частини Червоної Армії. Буржуазія тікає за кордон. Залишки білогвардійщини стікаються в банду отамана Хміля. На тлі цих подій розгортається сентиментальна «історія деякої буржуазно-інтелігентської сім'ї». Глава сім'ї в результаті зради дружини знудився в людях свого кола та переходить на бік Радянської влади.

## У ролях
| • Микола Салтиков     | … | Отаман Хміль                    |
| • Микола Панов        | … | Гагарін, поміщик                |
| • Олег Фреліх         | … | Георгій Загарін, його син       |
| • Зоя Баранцевич      | … | Ганна Загаріна, дружина Георгія |
| • Лідія Іскрицька     | … | селянська дівчина               |
| • Іона Таланов        | … | Вронський, управитель           |
| • Ганна Аграмова      | … | Черненко, вдова                 |
| • Олександра Ребікова | … | Таня, її племінниця             |
| • Б. Чуєвський        | … | банкір Ван-Гоген                |
| • Фохт                | … | Люба Захарова                   |
| • Ольга Бистрицька    | … | Рита Берг, колишня танцівниця   |
| • Михайло Стальский   | … | ротмістр Гольде                 |
| • Лев Негрі           | … | граф Свідер Махницький          |
| • Олександр Громов    | … | робітник                        |